# Дойл, Юэн
Юэн Дойл (англ. Eoin Doyle; 12 марта 1988, Дублин, Ирландия) — ирландский футболист, нападающий выступал за «Болтон Уондерерс», «Шелбурн», «Шемрок Роверс», «Слайго Роверс», «Хиберниан» и «Честерфилд». Вызывался в сборную Ирландии (до 15).

## Карьера
Начинал заниматься футболом в разных ирландских клубах, пока не нашёл своё место в команде из Северной Ирландии Крумлин Юеайтед, в академии которой провёл пять лет. Так же вызывался в юношескую сборную Ирландии (до 15). В 2006 вернулся в свою первую команду — «Шелбурн». Но вскоре разочаровал руководство клуба и покинул его так и не сыграв ни одного матча. Позже он присоединился к другому ирландскому коллективу — «Шемрок Роверс». Там начал в качестве игрока молодёжной команды, но к концу 2007 года пробился в основной состав. В 2009 году с приходом нового тренера потерял место в основном составе и 16 июля стал игроком «Слайго Роверс». В том же году забил в финале «Кубка Ирландии», но его команда всё равно проиграла (1:2). В следующем году снова играл в финале Кубка, и снова забил, правда в серии пенальти по итогам которой «Слайго Роверс» стал обладателем «Кубка Ирландии». В том же году выиграл с командой «Кубок Ирландской Лиги». В 2011 году снова выиграл с командой «Кубок Ирландии», а так стал лучшим бомбардиром чемпионата, забив 25 голов, клуб же стал только вице-чемпионом. В декабре 2011 года прибыл на просмотр в «Хиберниан», с которым позже подписал контракт. 7 января 2012 забил свой первый гол за шотландский клуб. Позже своим единственный голом принёс победу команде в 1\4 «Кубка Шотландии». В Шотландии стал финалистом кубка страны.

## Достижения

### Командные
Слайго Роверс
- Вице-чемпион Ирландии: 2012
- Кубок Ирландии (2): 2010, 2011
- Финалист Кубка Ирландии: 2009
- Кубок Ирландской Лиги: 2010

Хиберниан
- Финалист Кубка Шотландии: 2012

### Личные
- Лучший бомбардир чемпионата Ирландии: 2011 (25 голов)